# Sweetie (virtueel personage)
Sweetie is een virtueel Filipijns meisje van 10 jaar. Ze is in het leven geroepen door de kinderhulporganisatie Terre des Hommes om pedofielen op te sporen die online op zoek zijn naar seks met kinderen.

## Start
Het eerste idee was afkomstig van het reclamebureau Lemz. De bedoeling was Sweetie te lanceren als campagne om meer bewustwording te creëren rond het probleem van kinderwebcamseks. Mark Woerde, medeoprichter van Lemz, gaf aan dat hij een artikel had gelezen over kindermisbruik via de webcam in de Filipijnen. Samen met kinderhulporganisatie Terre des Hommes werd onderzoek gedaan naar de context rond het probleem. Naar schatting zouden ieder moment van de dag zo’n 750.000 mannen op zoek gaan naar webcamseks (webcamkindersekstoerisme). Alleen al in de Filipijnen zouden tienduizenden meisjes slachtoffer zijn, met als voornaamste oorzaak armoede.
Het effect van webcamseks wordt onderschat omdat er geen fysiek contact is, maar de meisjes worden uitgebuit en vaak gedwongen lange uren te maken en seksuele handelingen bij zichzelf en soms bij anderen te verrichten. Vaak maken ze uiteindelijk de overstap naar fysieke prostitutie en ontstaat een dader-slachtoffercyclus waarin de meisjes op latere leeftijd hun jongere zusjes, nichtjes en dochters in de seksbusiness betrekken. Ook raken veel meisjes verslaafd aan drugs.
De campagne wil aantonen dat het probleem schuilt in het feit dat geen aangifte werd gedaan en de politie vaak pas in actie komt wanneer het slachtoffer klacht neerlegt. Terre des Hommes en Lemz willen een boodschap brengen aan de politiek en de politie dat het opsporen van de pedofielen mogelijk is met de juiste middelen.

## Hoe het werkte
Sweetie werd gelanceerd in 2013 en hield negentien chatrooms in de gaten. Haar naam kreeg Sweetie vanwege het feit dat veel Filipijnse meisjes zich zo noemen in de chatrooms. Er werd besloten niet zelf op mannen af te gaan, maar een wachtende positie in te nemen. Vier Nederlandse onderzoekers praatten in naam van Sweetie op de chatrooms. Wanneer geld werd aangeboden om seksuele daden te stellen werd het gesprek stopgezet. Ongeveer 20.000 mannen uit zo’n 71 landen zochten contact met Sweetie. De onderzoekers verzamelden persoonlijke gegevens en Facebookgegevens waarmee zo’n duizend mannen konden worden geïdentificeerd in de tien weken tijd dat het project liep.
Voor de campagne werd een filmpje gemaakt over Sweetie dat startte met de woorden "Mijn naam is Sweetie. Ik ben tien jaar oud. Ik woon in de Filipijnen. Elke dag moet ik voor de webcam zitten en met mannen praten. Ze vragen me of ik mijn kleren wil uittrekken. Zodra ik online ben komen ze. Tien. Honderd. Elk uur. Veel. Wat ze niet weten is dat ik niet echt ben."

## Gevolgen

### Veroordelingen
De gegevens van de duizend getraceerde kindermisbruikers zijn samen met hun daden doorgegeven aan de Nederlandse politie.  Een effectieve veroordeling bleek hierbij moeilijker dan het opsporen van de pedofielen. In verschillende landen viel de techniek onder uitlokking. Daarnaast is nooit echt sprake geweest van misbruik. De mannen die worden veroordeeld worden dat vaak voor andere zaken in dezelfde lijn die zijn ontdekt door het contact met Sweetie.
De eerste veroordeling was in 2014 en betrof een Australische man, die al eerder was veroordeeld voor kindermisbruik. Hij kreeg een gevangenisstraf wegens het hebben van webcamseks met Sweetie en in het bezit zijn van kinderporno. Hij had zijn straf inmiddels in voorarrest uitgezeten, maar moest zich wel psychisch laten behandelen.
De eerste Belg die werd veroordeeld dankzij Sweetie volgde in 2015. De 21-jarige man werd veroordeeld tot vijf jaar cel met uitstel en een terbeschikkingstelling gedurende tien jaar voor aanranding van een twaalfjarige en verspreiding van kinderporno. Hij moest zich daarnaast laten behandelen voor zijn seksuele problematiek en kreeg een contactverbod met minderjarigen opgelegd. De feiten kwamen aan het licht doordat hij op het internet contact zocht met Sweetie, waarna een huiszoeking gebeurde.
In Engeland was de eerste veroordeling van een leraar van het basisonderwijs die in beeld kwam na zijn chatsessies met Sweetie. Hij kreeg 2 jaar voorwaardelijke celstraf en wordt daarnaast onder toezicht gesteld. Hij krijgt ook een verplichte behandeling voor online kindermisbruikers.

### Bewustwording
Dirk Depover van Child Focus gaf aan dat Sweetie aantoont dat er nood is aan een internationale actie om de uitbuiting van kinderen via het web tegen te gaan.  Er was internationale verontwaardiging over het fenomeen: het onderwerp is hoog op de agenda van de Verenigde Naties beland en enkele Filipijnse meisjes konden gered worden van de internettendens.

## Sweetie 2.0
In februari 2016 werd bekendgemaakt dat een nieuwe versie van Sweetie zou worden losgelaten op het net. Deze zal in april 2016 online komen en een ander uiterlijk aangemeten krijgen. De bedoeling is grootschaliger te gaan dan met haar voorganger, aldus projectleider Hans Guyt. De eerste versie van Sweetie hield negentien chatrooms in de gaten, maar naar schatting zijn er zo’n 40.000 plaatsen waar mannen op zoek gaan naar webcamseks. Sweetie 2.0 zou 100 tot 200 chatrooms in de gaten kunnen houden. Daarnaast kan zij tientallen gesprekken tegelijk voeren waar geen mens aan te pas hoeft te komen. De woordenschat is beperkt, maar de meeste Filipijnse meisjes van 10 jaar kennen slechts zo’n 150 Engelse woorden.
Aan Sweetie 2.0 zal wetenschappelijk onderzoek worden gekoppeld om de resultaten met meer overtuigingskracht neer te kunnen leggen. Op die manier zou men willen komen tot een lijst met aanbevelingen. Daarnaast is het ook de bedoeling het ontradend effect hoog te houden. Sweetie zal deze keer ook waarschuwingen meegeven welke gevolgen het gestelde gedrag met zich mee kan brengen.